# Diòcesi de Thagora
La diòcesi de Thagora (en llatí: Dioecesis Thagorensis) és una seu suprimida i seu titular de l'Església Catòlica.

## Història
Thagora, identificable amb Taoura a l'Algèria, és una antiga seu episcopal de la província romana de Numidia.
Thagora era la llar de Santa Crispina, esmentada al Vetus Martyrologium Romanum el 5 de desembre, que va patir el martiri a Theveste, on se li va dedicar una gran basílicaa. En la mateixa data el martirologi esmenta Juli, Potàmia, Crispí, Félix i Grat, qui, juntament amb altres sants, van ser martiritzats durant la persecució a Thagora ordida per l'emperador Dioclecià. Aquestes indicacions mostren que a Thagora existia una comunitat cristiana, almenys des de la segona meitat del segle iii. Hi ha tres bisbes africans documentats d'aquesta diòcesi. Xàntip era el destinatari d'una carta d'Agustí d'Hipona escrita en 402. sobre la qüestió de la supremacia sobre Numídia. La Conferència de Cartago de 411, que va veure reunits junts bisbes catòlics i donatistes a l'Àfrica romana, hi va prendre part el catòlic Postumià sense cap competidor donatista. Timoteu va participar en el sínode que va reunir a Cartago pel rei vandal Huneric en 484, i després va ser bandejat.
Tagora sobreviu avui com a seu bisbal titular; l'actual bisbe titular és Koenraad Vanhoutte, bisbe auxiliar de Mechelen-Brussel·les.

## Cronologia de bisbes
- Xàntip † (esmenat el 402)
- Postumià † (esmenat nel 411)
- Timoteu † (esmenat el 484)

## Cronologia de bisbes titulars
| Bisbes titulars de Thagora |                                                    |                                                                         |                        |                        |
| Nr.                        | Nom                                                | Càrrec                                                                  | de                     | fins                   |
| 1                          | John Baptist Cahill                                | Bisbe auxiliar de Portsmouth ( Regne Unit)                              | 21 de març de 1900     | 30 d'agost de 1900     |
| 2                          | Alexandre Piquemal                                 | Bisbe auxiliar d'Alger ( Algèria)                                       | 26 de febrer de 1909   | 4 de juny de 1920      |
| 3                          | Miguel de los Santos Díaz Gómara                   | Bisbe auxiliar a Saragossa ( Espanya)                                   | 8 de juliol de 1920    | 18 de desembre de 1924 |
| 4                          | Jozef Cársky                                       | Administrador apostòlic de Rožňava i arquebisbe de Košice ( Eslovàquia) | 30 de març de 1925     | 11 de març de 1962     |
| 5                          | Carlo Livraghi                                     | Bisbe emèrit de Veroli-Frosinone ( Itàlia)                              | 14 d'abril de 1962     | 3 de maig de 1975      |
| 6                          | Eduardo Martínez Somalo Bisbe titular pro hac vice | Nunci apostòlic/Bisbe de la cúria                                       | 12 de novembre de 1975 | 28 de juny de 1988     |
| 7                          | Cipriano Calderón Polo                             | Bisbe de la Cúria                                                       | 3 de desembre de 1988  | 4 de febrer de 2009    |
| 8                          | Giuseppe Marciante                                 | Bisbe auxiliar de Roma ( Itàlia)                                        | 1 de juny de 2009      | 16 de febrer de 2018   |
| 9                          | Koenraad Vanhoutte                                 | Bisbe auxiliar de Mechelen-Brussel·les ( Bèlgica)                       | 18 de maig de 2018     |                        |